# D'art et de culture
d'art et de culture est un magazine indépendant. Il ne bénéficie d'aucune subvention et n'appartient à aucun groupe de presse. Fondé en 2007, le magazine est consacré aux arts plastiques, arts vivants, cinéma, création, danse, expositions, musique, photographie, opéra, théâtre. Publié trimestriellement, il est entièrement financé par la publicité et comprend principalement des entretiens avec des artistes et acteurs culturels de renommée internationale ainsi que des articles en liens avec l'actualité culturelle monégasque.

## Contenu
Le contenu rédactionnel est toujours inédit, avec des informations visant à être accessibles et aussi susceptibles d'attirer un lectorat plus spécialisé. 

### Les couvertures
Souvent insolites ou intrigantes, rarement en lien explicite avec le texte, les couvertures du magazine sont un espace de diffusion de travaux d'artistes plus ou moins célèbres, dont la rédaction apprécie la cohérence de la démarche. Déjà existantes, ou créées pour la circonstance, elles se caractérisent par la présence d'un effet de saisissement ou d'éléments marquants.

### Les articles
Le plus souvent menés sous la forme d'entretiens, réalisés en amont des manifestations culturelles, directement auprès de leurs acteurs et auteurs, leurs collaborateurs, ou principaux organisateurs, les articles apportent de cette manière une analyse pertinente des événements programmés en principauté de Monaco. 
- La danse et la musique,
- Les autres arts vivants : théâtre, opéra, cinéma,
- Les arts plastiques et numériques…

Ces piliers thématiques du magazine se sont construits en prise directe avec l'actualité des principales entités culturelles organisatrices à Monaco. On peut citer par exemple la Direction des Affaires Culturelles, les Ballets de Monte-Carlo, l’Orchestre Philharmonique de Monte-Carlo, l’Opéra de Monte-Carlo, le Grimaldi Forum Monaco, le Nouveau Musée National de Monaco, l'Institut audiovisuel de Monaco…

### Out of Monaco
Initiée par l'historien et critique d'art Michel Enrici aujourd'hui disparu, la rubrique Out of Monaco traite des grands projets d'architectures, de muséographies et d'expositions à l'international. Elle est désormais rédigée par Samantha Barroero, chroniqueuse pour la revue trimestrielle Diapo, de 2010 à 2014. Depuis 1999, elle est commissaire d’exposition indépendante. Elle est également "chargée de production" pour des projets pluridisciplinaires.

### L'agenda
Non exhaustif, l'Agend'art, propose une sélection de manifestations culturelles proposées à Monaco et dans la région PACA dans la période couverte par chaque parution.

## Interviews
Voici une liste incomplète de personnalités interviewées par le magazine :
- Jean-Louis Grinda No 1, mars 2008
- Karine Saporta No 2, juin 2008
- Didier Marcel No 3, septembre 2008
- Jérôme Brézillon No 4, décembre 2008
- Frédéric Audibert No 5, mars 2009
- Marie-Claude Beaud No 6, juin 2009
- Yakov Kreizberg No 7, septembre 2009
- Éric Vu-An No 8, décembre 2009
- Olivier Dubois No 9, mars 2010
- Daniel_Benoin No 13, mars 2011
- Philippe Favier No 14, juin 2011
- Jean-Louis Froment No 15, septembre 2011
- Erwin Schrott No 15, septembre 2011
- Ernest Pignon-Ernest No 16, décembre 2011
- Gianluigi Gelmetti No 18, juin 2012
- Rudy Ricciotti No 22, juin 2013
- Cécile Degos No 22, juin 2013
- Thierry_Raspail No 23, septembre 2013
- Jean-Paul Goude No 24, décembre 2013
- Jiří Kylián No 25, mars 2014
- Anita_Molinero No 26, juin 2014
- Marion Cotillard No 28, décembre 2014
- Philippe Guillotel No 29, mars 2015
- Jean-Louis_Prat No 30, juin 2015
- Kazuki_Yamada No 31, septembre 2015
- Guy Martin No 32, décembre 2015
- Jean-Christophe Maillot No 32, décembre 2015
- Daniel Mesguich No 32, décembre 2015
- Ruggero Raimondi No 33, avril 2016
- François Morel No 33, avril 2016
- Cecilia Bartoli No 34, juin 2016
- Jean-François Zygel No 35, septembre 2016
- Pierre Pradinas No 36, décembre 2016
- Marie Chouinard No 37[1], mars 2017
- Alain Françon No 37, mars 2017
- Philippe Rahm No 37, mars 2017
- Ariane_Ascaride No 39, septembre 2017
- Eric Ruf No 41, mars 2018
- Raphaël Personnaz No 43, septembre 2018
- Maxim Vengerov No 44, décembre 2018
- Denis Podalydès No 45, mars 2019
- Stéphane Bern No 46, juin 2019
- Jeanne Added No 47, septembre 2019
- Rachid Benzine No 48, décembre 2019
- Gautier Capuçon No 49, mars 2020
- Arnaud Desplechin No 49, mars 2020
- Charles Fréger No 51, sept 2020
- Charlotte Casiraghi No 52, décembre 2020
- Alondra de la Parra No 53, mars 2021
- Katia Labèque & Marielle Labèque No 56, sept. 2021
- Christian Louboutin No 58, juin 2022
- Daniel Lozakovich No 59, sept. 2022
- Julie Depardieu, Bruno Podalydès No 60, déc. 2022
- Bruno Salomone No 63, sept. 2023
- Sylvie Testud, Bartabas No 64, déc. 2023
- Stanislas Nordey No 65, mars. 2024
- Lambert Wilson No 66, juin. 2024

## Historique
Paru pour la première fois en hiver 2007, d'abord dans un format 24X30 pour les numéro 0 et 1. Le magazine a tout de suite été diffusé gratuitement dans des lieux de tourisme et de culture, et également distribué lors d'événements artistiques (concerts, vernissages d’expositions, représentations théâtrales, ballets…).
Le numéro 2 adopte un format A4 plus simple et pratique. 
Au fil du temps et des collaborations avec ses partenaires réguliers, d'art & de culture réalise son projet de devenir le magazine culturel de Monaco. Il sera édité par l'association monégasque Le Logoscope de 2009 à 2013. Pour affirmer son positionnement de revue de luxe élégant à l'initiative de la directrice de publication, Le numéro 7 voit alors disparaître la mention du prix "0 €", même si le magazine reste gratuit en version papier (hors abonnement pour livraison à domicile).
La version numérique du magazine est disponible depuis le numéro 9 sur le site Scopalto
Du numéro 12 au numéro 40, Michel Enrici a rédigé la rubrique Out of Monaco.
Originellement consacrée aux grands projets de muséographies et expositions à l'international, la rubrique Out of Monaco s'ouvre à la transversalité artistique avec l'arrivée d'une nouvelle venue au sein de la rédaction de d'art & de culture depuis le numéro 44 : Samantha Barroero. 
Depuis l'été 2011 (numéro 14), le magazine comporte des résumés traductions de langue anglaise, qui en font un outil de promotion culturelle bilingue de la principauté de Monaco vers les principales capitales culturelles internationales. d'art & de culture est régulièrement diffusé dans les bureaux de la DTC (Direction du Tourisme et des Congrès de Monaco) à l'étranger : Londres, Moscou, New York, Tokyo, Sydney, Hanovre…
Le numéro 24 - hiver 2013, contient une interview exclusive de Jean-Paul Goude à l'occasion d'une exposition consacrée à son œuvre en 2014 au Théâtre de la Photographie et de l'Image, à Nice. Comme souvent, de nombreux exemplaires de ce numéro ont donc été dédicacés par l'artiste lors du vernissage de son exposition.
En automne 2015, l'article 'Les nouveaux sons de la musique électronique' est également publié sur le site du Centre International de Recherche Musicale (CIRM) 